# رئيس فرنسا
رئيس الجمهورية الفرنسية هو أعلى منصب في داخل الهيئة التنفيذية قائد القوات المسلحة الفرنسية. يُنتخب رئيس الجمهورية عن طريق الاقتراع الحر المباشر لمدة خمس سنوات. عرفت فرنسا أول رئيس لها سنة 1848 وهو نابليون الثالث في ظل الجمهورية الفرنسية الثانية وشهدت 28 رئيسا منذ ذلك التاريخ. رئيس فرنسا الحالي هو إيمانويل ماكرون منذ 14 مايو 2017.
رئيس الجمهورية الفرنسية ممنوع من دخول الجمعية الوطنية، بينما نظراؤه من الرؤساء والملوك ورؤساء الوزراء يتم إستدعائهم رسميا في جلسات ممتازة لإلقاء خطابات فيه.

## صلاحيات الرئيس
يحدد الدستور الفرنسي، المصادق عليه في الرابع من تشرين الأول/أكتوبر 1958، سلطات رئيس الجمهورية، فالمادة الخامسة من الدستور الفرنسي تقول أنه يجب عليه العمل على احترام الدستور ويتولى تسيير السلطات العامة ويحرص على استمرارية الدولة  فهو حامي الاستقلال الوطني ووحدة أراضي البلاد. حسب المادة الخامسة عشرة من الدستور الفرنسي فإن رئيس الجمهورية هو أيضاً قائد القوات المسلحة الفرنسية ويجب عليه بمقتضى هذا المنصب أن يلعب دوراً أساسيا في كافة مسائل الدفاع، ولاسيما منذ أن قامت فرنسا بتطوير قوة ردع نووية  فهو المخول بالضغط على «الزر النووي». أما المادة الرابعة عشرة فهي تنص على أن يلعب رئيس الجمهورية دوراً رئيسياً على الصعيد الدبلوماسي. فهو من يمثل فرنسا في الخارج وفي الملتقيات الدولية.

## سلطات الرئيس
سلطات الرئيس نوعان : السلطات المتقاسمة والسلطات الخاصة.
تستدعي السلطات المتقاسمة توقيعاً مصدقاً من جانب الحكومة الفرنسية. فعلى سبيل المثال يندرج توقيع المراسيم والقرارات التي تُتخذ بالتشاور مع مجلس الوزراء وإصدار القوانين ضمن السلطات المتقاسمة. يتقاسم مع البرلمان مبادرة مراجعة الدستور باقتراح من رئيس الوزراء لرئيس الجمهورية. أما السلطات الخاصة فهي لا تستدعي تشاوراً مع أي جهة أخرى. نجد ضمن السلطات العامة حق إقرار إجراء استفتاء شعبي أو حل الجمعية الوطنية أو تطبيق المادة السادسة عشرة من الدستور التي تعطي لرئيس الجمهورية سلطات خاصة في وقت الأزمات من أجل حماية الديمقراطية وإعادة تسيير السلطات العامة في أسرع وقت ممكن.

## التعيينات
يقوم رئيس الجمهورية بتعيين رئيس الوزراء ويعود إلى الرئيس إنهاء مهامه عند تقديم رئيس الوزراء استقالة حكومته. يقوم رئيس الجمهورية كذلك بتعيين الأعضاء الآخرين في الحكومة وإنهاء مهامهم باقتراح من رئيس الوزراء كما يقوم برئاسة مجلس الوزراء وبتوقيع المراسيم والقرارات.
يعود إلى الرئيس تعيين سفراء فرنسا في الخارج كما يعود إليه والتفاوض بشأن المعاهدات والمصادقة عليها.، يستطيع الرئيس عرض بعض مشاريع القوانين على استفتاء شعبي والمصادقة عليها. يمكنه كذلك حل الجمعية الوطنية ودعوة البرلمان إلى دورة استثنائية. يمكنه دعوة المجلس الدستوري إلى الاجتماع ويعود إليه اختيار ثلاثة من أعضائه وتعيين رئيسه.
يقوم الرئيس بضمان استقلال السلطة القضائية كما يرأس مجلس القضاء الأعلى ويتمتع الرئيس بحق إصدار العفو.

## الحصانة
يتمتع رئيس الجمهورية بحصانة مؤقتة خلال ولايته وتنتهي مع انتهائها. لا يعتبر الرئيس مسؤولا عن تصرفات تمت ضمن ممارسة مهامه.
يحق للبرلمان إقالة الرئيس إذا تبين أنه قام بالإخلال بواجباته بشكل يتعارض مع مهامه وذلك منذ مراجعة الدستور في فبراير/ شباط 2007. يتحول البرلمان إلى محكمة عليا إذا أصدر قرار إقالة الرئيس.

## الرئاسة خلال الجمهورية الخامسة
عرفت فرنسا في ظل الجمهورية الفرنسية الخامسة ستة رؤساء كما شهدت ثلاث فترات تعايش بين اليمين واليسار (1986-1988، 1993-1995، 1997-2002) والتي تجعل الرئيس في وضعية المعارضة لافتقاده للأغلبية النيابية.
عرفت الجمهورية الخامسة حالة استقالة واحدة إذ استقال شارل ديغول من منصبه خلال فترته الرئاسية الثانية. عرفت كذلك حالت وفاة واحدة بوفاة جورج بومبيدو قبل انتهاء ولايته بسنتين.

### الرؤساء
|  | الـرئـيـس            | فترة رئاسيه أولى             | فترة رئاسيه ثانية    |
|  | -------------------- | ---------------------------- | -------------------- |
|  | شارل ديغول           | 1958 - 1965                  | 1965 - 1969          |
|  | جورج بومبيدو         | 1969 - 1974                  |                      |
|  | فاليري جيسكار ديستان | 1974 - 1981                  |                      |
|  | فرنسوا ميتيران       | 1981 - 1988                  | 1988 - 1995          |
|  | جاك شيراك            | 1995 - 2002                  | 2002 - 2007          |
|  | نيكولا ساركوزي       | 16 مايو 2007 - 15 مايو 2012  |                      |
|  | فرانسوا أولاند       | 15 مايو 2012 - 6 مايو 2017   |                      |
|  | إيمانويل ماكرون      | 14 مايو 2017 - 24 أبريل 2022 | 25 أبريل 2022 - الآن |

## المقار السكنية
المقر الرسمي لرئيس الجمهورية الفرنسية ومكتب عمله هو قصر الإليزيه الواقع في 55 شارع فوبور سانت إنوريه. من المقار الرئاسية الأخرى هناك :
- قلعة بريجنسون في جنوب فرنسا
- فندق مارينيي
- قصر الأروبة
- مركز سوزي لا بريش
- لا لنترن في فرساي
- مركز ماري لو روا